# Europäische Hallenspiele 1967
Die 2. Europäischen Hallenspiele wurden am 11. und 12. März 1967 in der Prager Sportovní hala ausgetragen.

## Ergebnisse Männer

### 50 m
| Platz | Athlet                | Land | Zeit (s) |
| ----- | --------------------- | ---- | -------- |
| 1     | Pasquale Giannattasio | ITA  | 5,7      |
| 2     | Alexander Lebedew     | URS  | 5,8      |
| 3     | Wiktor Kassatkin      | URS  | 5,9      |
| 4     | Günter Gollos         | GDR  | 6,0      |
| 5     | Marian Dudziak        | POL  | 6,0      |
|       | José Luis Sánchez     | ESP  | DNS      |

### 400 m
| Platz | Athlet             | Land | Zeit (s) |
| ----- | ------------------ | ---- | -------- |
| 1     | Manfred Kinder     | FRG  | 48,4     |
| 2     | Hartmut Koch       | GDR  | 48,6     |
| 3     | Nikoli Schkarnikow | URS  | 50,4     |
| 4     | Miroslav Veruk     | TCH  | 50,8     |

### 800 m
| Platz | Athlet               | Land | Zeit (min) |
| ----- | -------------------- | ---- | ---------- |
| 1     | Noel Carroll         | IRL  | 1:49,6     |
| 2     | Tomáš Jungwirth      | TCH  | 1:49,8     |
| 3     | Jan Kasal            | TCH  | 1:50,0     |
| 4     | Hansueli Mumenthaler | SUI  | 1:53,4     |
|       | Gerd Larsen          | DEN  | DNF        |
|       | Pierre Toussaint     | FRA  | DQ         |

### 1500 m
| Platz | Athlet                     | Land | Zeit (min) |
| ----- | -------------------------- | ---- | ---------- |
| 1     | John Whetton               | GBR  | 3:48,7     |
| 2     | Josef Odložil              | TCH  | 3:49,6     |
| 3     | Stanislav Hoffman          | TCH  | 3:50,5     |
| 4     | Wolf-Jochen Schulte-Hillen | FRG  | 3:50,7     |
| 5     | Edgard Salvé               | BEL  | 3:53,0     |
| 6     | Stanislaw Simbirzew        | URS  | 3:55,9     |
|       | Kenth Andersson            | SWE  | DQ         |

### 3000 m
| Platz | Athlet                 | Land | Zeit (min) |
| ----- | ---------------------- | ---- | ---------- |
| 1     | Werner Girke           | FRG  | 7:58,6     |
| 2     | Raschid Scharafetdinow | URS  | 7:59,0     |
| 3     | Lajos Mecser           | HUN  | 8:00,6     |
| 4     | Mart Wilt              | URS  | 8:02,2     |
| 5     | Ian McCafferty         | GBR  | 8:10,0     |
| 6     | José María Morera      | ESP  | 8:10,6     |
| 7     | Ivan Pavlicevic        | YUG  | 8:11,6     |
| 8     | Karel Szotkowski       | TCH  | 8:20,4     |

### 50 m Hürden
| Platz | Athlet                | Land | Zeit (s) |
| ----- | --------------------- | ---- | -------- |
| 1     | Eddy Ottoz            | ITA  | 6,4      |
| 2     | Walentin Tschistjakow | URS  | 6,6      |
| 3     | Anatoli Michailow     | URS  | 6,7      |
| 4     | Milan Čečman          | TCH  | 6,7      |
| 5     | Adam Kołodziejczyk    | POL  | 6,7      |
| 6     | Hinrich John          | FRG  | 6,7      |

### 4 × 300 m Staffel
| Platz | Land             | Athleten                                                               | Zeit (min) |
| ----- | ---------------- | ---------------------------------------------------------------------- | ---------- |
| 1     | Sowjetunion      | Nikolai Iwanow Wassyl Anissimow Alexander Brattschikow Boris Sawtschuk | 2:18,0     |
| 2     | Polen            | Edward Romanowski Jan Balachowski Edmund Borowski Tadeusz Jaworski     | 2:20,2     |
| 3     | Tschechoslowakei | Jaromír Haisl Josef Hegyes František Ortman Josef Trousil              | 2:20,5     |
|       | DDR              | Hermann Burde Hartmut Koch Hartmut Schwabe Wolfgang Müller             | DQ         |

### 1500 m Staffel (1 + 2 + 3 + 4 Runden)
| Platz | Land             | Athleten                                                              | Zeit (min) |
| ----- | ---------------- | --------------------------------------------------------------------- | ---------- |
| 1     | BR Deutschland   | Gert Metz Horst Haßlinger Rolf Krüsmann Manfred Hanika                | 3:06,6     |
| 2     | Sowjetunion      | Boris Sawtschuk Wassyl Anissimow Alexander Brattschikow Waleri Frolow | 3:06,9     |
| 3     | Tschechoslowakei | Jiří Kynos Ladislav Kříž Pavel Hruška Pavel Pěnkava                   | 3:08,8     |
|       | Polen            | Marian Dudziak Zbysław Anielak Jan Werner Andrzej Badeński            | DNF        |

### 3 × 1000 m Staffel
| Platz | Land             | Athleten                                                    | Zeit (min) |
| ----- | ---------------- | ----------------------------------------------------------- | ---------- |
| 1     | BR Deutschland   | Klaus Prenner Wolf-Jochen Schulte-Hillen Franz-Josef Kemper | 7:19,6     |
| 2     | Tschechoslowakei | Pavel Hruška Pavel Pěnkava Petr Bláha                       | 7:20,0     |
| 3     | Sowjetunion      | Ramir Mitrofanow Stanislaw Simbirzew Michail Schelobowski   | 7:20,6     |
| 4     | Jugoslawien      | Ivan Pavlicevic Padovan Piplovic Jože Međimurec             | 7:43,8     |

### Hochsprung
| Platz | Athlet             | Land | Höhe (m) |
| ----- | ------------------ | ---- | -------- |
| 1     | Anatolij Moros     | URS  | 2,14     |
| 2     | Henry Elliott      | FRA  | 2,14     |
| 3     | Rudolf Baudis      | TCH  | 2,11     |
| 4     | Rudolf Hübner      | TCH  | 2,11     |
| 5     | Gunther Spielvogel | FRG  | 2,08     |
| 6     | Edward Czernik     | POL  | 2,08     |
| 7     | Wiktor Bolschow    | URS  | 2,08     |
| 8     | Werner Pfeil       | GDR  | 2,08     |

### Stabhochsprung
| Platz | Athlet                 | Land | Höhe (m) |
| ----- | ---------------------- | ---- | -------- |
| 1     | Igor Feld              | URS  | 5,00     |
| 2     | Hennadij Blesnizow     | URS  | 4,90     |
| 3     | Wolfgang Nordwig       | GDR  | 4,90     |
| 4     | Altti Alarotu          | FIN  | 4,80     |
| 5     | Heinfried Engel        | FRG  | 4,80     |
| 6     | Reiner Liese           | FRG  | 4,80     |
| 7     | Auvo Pehkoranta        | FIN  | 4,80     |
| 8     | Włodzimierz Sokołowski | POL  | 4,80     |

### Weitsprung
| Platz | Athlet            | Land | Weite (m) |
| ----- | ----------------- | ---- | --------- |
| 1     | Lynn Davies       | GBR  | 7,85      |
| 2     | Leonid Barkowskyj | URS  | 7,85      |
| 3     | Andrzej Stalmach  | POL  | 7,74      |
| 4     | Tõnu Lepik        | URS  | 7,68      |
| 5     | Milan Babić       | YUG  | 7,47      |
| 6     | Miroslav Hutter   | TCH  | 7,41      |

### Dreisprung
| Platz | Athlet               | Land | Weite (m) |
| ----- | -------------------- | ---- | --------- |
| 1     | Petr Nemšovský       | TCH  | 16,57     |
| 2     | Henrik Kalocsai      | HUN  | 16,45     |
| 3     | Alexandr Solotarjow  | URS  | 16,40     |
| 4     | Hans-Jürgen Rückborn | GDR  | 16,40     |
| 5     | Michael Sauer        | FRG  | 16,37     |
| 6     | Wladimir Kurkewitsch | URS  | 16,09     |

### Kugelstoßen
| Platz | Athlet             | Land | Weite (m) |
| ----- | ------------------ | ---- | --------- |
| 1     | Nikolai Karassjow  | URS  | 19,26     |
| 2     | Eduard Guschtschin | URS  | 18,96     |
| 3     | Władysław Komar    | POL  | 18,85     |
| 4     | Pierre Colnard     | FRA  | 17,75     |
| 5     | Milija Jocović     | YUG  | 17,72     |
| 6     | Tomislav Šuker     | YUG  | 17,38     |

## Ergebnisse Frauen

### 50 m
| Platz | Athletin          | Land | Zeit (s) |
| ----- | ----------------- | ---- | -------- |
| 1     | Margit Nemesházi  | HUN  | 6,3      |
| 2     | Karin Wallgren    | SWE  | 6,4      |
| 3     | Galina Bucharina  | URS  | 6,5      |
| 4     | Hannelore Trabert | FRG  | 6,5      |
| 5     | Alena Kalodová    | TCH  | 6,6      |
| 6     | Wera Popkowa      | URS  | 6,6      |

### 400 m
| Platz | Athletin              | Land | Zeit (s) |
| ----- | --------------------- | ---- | -------- |
| 1     | Karin Wallgren        | SWE  | 55,7     |
| 2     | Amelia Louer          | NED  | 56,7     |
| 3     | Ljiljana Petnjaric    | YUG  | 57,3     |
|       | Ljudmila Samotjossowa | URS  | DNS      |

### 800 m
| Platz | Athletin            | Land | Zeit (min) |
| ----- | ------------------- | ---- | ---------- |
| 1     | Karin Kessler       | FRG  | 2:08,2     |
| 2     | Maryvonne Dupureur  | FRA  | 2:09,6     |
| 3     | Walentina Lukjanowa | URS  | 2:10,5     |
| 4     | Emília Ovádková     | TCH  | 2:10,8     |
| 5     | Rosemary Stirling   | GBR  | 2:11,6     |
| 6     | Dobroslava Žáková   | TCH  | 2:12,4     |
| 7     | Mirjana Kovačev     | YUG  | 2:15,4     |

### 50 m Hürden
| Platz | Athletin          | Land | Zeit (s) |
| ----- | ----------------- | ---- | -------- |
| 1     | Karin Balzer      | GDR  | 6,9      |
| 2     | Vlasta Seifertová | TCH  | 7,0      |
| 3     | Inge Schell       | FRG  | 7,1      |
| 4     | Ljudmila Ijewlewa | URS  | 7,1      |
| 5     | Regina Höfer      | GDR  | 7,1      |
| 6     | Meta Antenen      | SUI  | 7,2      |

### 4 × 150 m Staffel
| Platz | Land             | Athletinnen                                                          | Zeit (min) |
| ----- | ---------------- | -------------------------------------------------------------------- | ---------- |
| 1     | Sowjetunion      | Walentyna Bolschowa Galina Bucharina Tatjana Talyschewa Wera Popkowa | 1:12,4     |
| 2     | Tschechoslowakei | Eva Putnová Vlasta Seifertová Eva Kucmanová Eva Lehocká              | 1:14,0     |
| 3     | DDR              | Regina Höfer Petra Zörner Renate Meißner Brigitte Geyer              | 1:14,1     |
|       | BR Deutschland   | Hannelore Trabert Erika Rost Jutta Stöck Heide Rosendahl             | DQ         |

### 1500 m Staffel (1 + 2 + 3 + 4 Runden)
| Platz | Land             | Athletinnen                                                             | Zeit (min) |
| ----- | ---------------- | ----------------------------------------------------------------------- | ---------- |
| 1     | Sowjetunion      | Walentyna Bolschowa Wera Popkowa Tatjana Arnautowa Nadeschda Seropegina | 3:35,6     |
| 2     | Jugoslawien      | Marijana Lubej Ika Maričić Ljiljana Petnjarić Gizela Farkaš             | 3:37,5     |
|       | Tschechoslowakei | Eva Lehocká Anna Majtánová Anna Chmelková Věra Bušová                   | DQ         |

### Hochsprung
| Platz | Athletin              | Land | Höhe (m) |
| ----- | --------------------- | ---- | -------- |
| 1     | Taissija Tschentschik | URS  | 1,76     |
| 2     | Linda Knowles         | GBR  | 1,73     |
| 3     | Jaroslava Králová     | TCH  | 1,70     |
| 4     | Rita Gildemeister     | GDR  | 1,70     |
| 4     | Dagmar Melzer         | GDR  | 1,70     |
| 6     | Snežana Hrepevnik     | YUG  | 1,70     |
| 7     | Alena Prosková        | TCH  | 1,65     |
| 7     | Jordanka Blagoewa     | BUL  | 1,65     |

### Weitsprung
| Platz | Athletin             | Land | Weite (m) |
| ----- | -------------------- | ---- | --------- |
| 1     | Berit Berthelsen     | NOR  | 6,51      |
| 2     | Heide Rosendahl      | FRG  | 6,41      |
| 3     | Viorica Viscopoleanu | ROU  | 6,40      |
| 4     | Tatjana Talyschewa   | URS  | 6,26      |
| 5     | Meta Antenen         | SUI  | 6,11      |
| 6     | Corrie Bakker        | NED  | 6,06      |

### Kugelstoßen
| Platz | Athletin              | Land | Weite (m) |
| ----- | --------------------- | ---- | --------- |
| 1     | Nadeschda Tschischowa | URS  | 17,44     |
| 2     | Iwanka Christowa      | BUL  | 16,55     |
| 3     | Marija Tschorbowa     | BUL  | 16,23     |
| 4     | Galina Sybina         | URS  | 16,13     |
| 5     | Els van Noorduyn      | NED  | 15,28     |
| 6     | Ludmila Duchoňová     | TCH  | 15,06     |
| 7     | Milada Hebrová        | TCH  | 13,12     |